# Amy Schumer
Amy Beth Schumer, född 1 juni 1981 i New York, är en amerikansk ståuppkomiker, skådespelare och manusförfattare. Sedan 2013 leder hon komediprogrammet Inside Amy Schumer, som består av fristående sketcher, på kanalen Comedy Central. 
Hennes far är syssling med Charles Schumer, som är demokratisk senator för New York.

## Biografi
Schumer föddes i New York och växte senare upp på Long Island utanför staden. Som barn låtsades hon att hon var olika karaktärer, till exempel spåkvinnan Madame Lavitsky.
På gymnasiet (high school) spelade hon teater och musikaler. Hon utsågs både till "Klassens clown" och "Lärarnas mardröm" under sitt sista år på South Side High School år 1999. Hon studerade teater på Towson University i Maryland och tog en filosofie kandidat där. Hon studerade dessutom teater på William Esper Studio på Manhattan i New York samtidigt som hon arbetade som servitris och spelade Off-Broadwayteater.

### Karriär
Amy Schumer började med ståuppkomik den 1 juni 2004 med ett uppträdande på Gotham Comedy Club. Hennes första deltagande i Comedy Centrals USA:s roligaste Standup visades 2 april 2010. Samma år fick hon specialpriset "Best of the fest" på Svenska Stand up-galan. Schumer var den första kvinnliga ståuppkomikern som uppträdde på Late Night with Jimmy Fallon och Ellen DeGeneres Show. Sedan 2013 leder hon komediprogrammet Inside Amy Schumer, som består av fristående sketcher, på kanalen Comedy Central.
2015 premiärvisades filmen Trainwreck, i vilken Schumer spelar huvudrollen och även skrivit manus.
2015 vann Inside Amy Schumer en Emmy Award som bästa sketchprogram.
I januari 2016 anklagades Schumer för att ha stulit skämt från komikerna Tammy Pescatelli, Kathleen Madigan, Wendy Liebman och Patrice O'Neal. Schumer förnekade påståendena, och komikerna Marc Maron och Dave Rubin gick till Schumers försvar. Pescatelli ursäktade sig senare och menade att det hela "gått för långt", och att "parallellt tänkande" troligen var inblandat.
2018 greps Amy Schumer utanför Kapitolium i Washington DC, i samband med demonstrationer mot nomineringen av Brett Kavanaugh till högsta domstolen.

### Influenser
Schumers favoritkomiker är bland andra Ellen DeGeneres, Wendy Liebman, Louis CK, Bill Burr, Dave Attell och Jim Norton.